# Kiyoshirō Inoue
Pour les articles homonymes, voir Inoue.
Kiyoshirō Inoue est un mangaka japonais connu pour produire des œuvres hentai d'une grande qualité graphique et pour développer des thèmes sado-masochistes (Soumission, viol, gang bang, inceste...).

## Œuvres
- 1998 : Black Market (ブラックマーケット)
- 1999 : Overflow (オーバーフロー)
- 2000 : No Mercy (NO MERCY)
- 2008 : BLACK MARKET +PLUS (ブラックマーケット ＋プラス)

## Doujinshi
- 2009 : 冒険者達の檻 (Dragon Quest)